# Мёд
Мёд (срп. Мед) шеста је песма са албума Без названия руског музичара Николаја Носкова.

## О песми
Песма је сећање на посету певача Јамајци. Пратећи хор такође помиње Дон и реку Волгу са путовања певача по Русији.

## Спот
Спот песме је снимљен у Немачкој, где је Носков снимио албум Без названия.
Песма је посвећена сећању на посету Јамајци, а текст је певач саставио за време путовања по градовима Русије. Према његовим речима, атмосфера видео спота је инспирисана атмосфером железнице и путовања возом.